# Orangutan Outreach
Orangutan Outreach est une fondation créée par Richard Zimmerman et basée à New York dont la mission est de sauver les orangs-outans en voie de disparition ainsi que de protéger leur forêt tropicale. Dans cette optique, la fondation met en place un programme "d'adoption" des orangs-outans et promeut Apps for apes, un logiciel disponible sur iPad, la tablette à écran tactile d'Apple, qui permet de communiquer avec ces pongidés.

## Le logiciel Apps for apes
Selon  Zimmermann, les orangs-outans ont besoin de stimulation mentale pour ne pas s'ennuyer et doivent se cultiver pour éviter la déprime. Avec ce logiciel, Orangutan Outreach propose d'introduire la technologie iPad pour les orangs-outans, afin de leur offrir des possibilités d'enrichissement.
L'iPad serait l'appareil idéal pour les orangs-outans, car ceux-ci ont une capacité innée à utiliser cette technologie tactile, toujours selon la fondation. Cela a été démontré dans des établissements tels que le zoo d'Atlanta, le Great Ape Trust (en) et le Smithsonian National Zoo. Avec un bon encadrement, les orangs-outans seraient en mesure d'utiliser ces appareils de la même manière que les humains (musique, jeux cognitifs, art, peinture, dessin, photos, vidéos…) et seraient en mesure de voir des photos et vidéos des autres orangs-outans. Ce logiciel a également été utilisé pour les orangs-outans des zoos d'Auckland, Birmingham, Houston, Kansas City, Toronto, Milwaukee et Atlanta entre autres.